# Rio Ume
O rio Ume (em sueco: Ume älv,  PRONÚNCIA, ou Umeälven,  PRONÚNCIA) é um rio de montanha da Norlândia, no norte da Suécia. 
Nasce no lago Över-Uman, na fronteira da Noruega com Suécia, atravessa a Lapônia sueca, corre pela província histórica de Västerbotten e desagua no Mar Báltico, perto da cidade de Umeå. Tem uma extensão de 470 km. O seu maior afluente é o rio Vindel.
Está amplamente aproveitado para a produção de energia elétrica, contando com umas 10 centrais hidroelétricas, entre as quais a barragem de Stornorrfors. 